# Параллельное действие
Параллельное действие — в кинематографе переход от одного кадра к другому, благодаря ряду особенностей демонстрации и восприятия, — неуловим.
Благодаря этому возможен эффект передачи одновременности действия на экране. Впечатление одновременности действия создается только тогда, когда существует внутренняя связь между сопоставляемыми кадрами. Впервые осознан как кинематографический приём советским режиссёром Львом Кулешовым (см. монтаж).

## История
Американский режиссёр Дэвид Уорк Гриффит (1875—1948) создавал сюжеты своих мелодрам с параллельно развивающимся действием. После него в кинематографический обиход вошёл термин «поспевающая помощь».
Допустим, герой приговорён к смерти и ждет развязки. «А в это время…» — на экране мчатся всадники с извещением о помиловании. Осуждённому набрасывают на шею петлю. Следующий кадр — мчатся всадники с извещением о помиловании. Снова эшафот — и снова кадры спешащей помощи. Параллельный монтаж кадров приближающейся казни и приближающегося спасения создавал в зрительном зале высокое напряжение. Параллельное действие требует единства времени. В данную минуту, в данное мгновение грозит гибель осуждённому, и в данную минуту мчатся добрые спасители.
В раннем немом кино разных стран шли поиски и иных форм параллельного действия — с нарушением временных рамок. В картине Гриффита «Нетерпимость» (1916) в одной композиции объединяются четыре исторические эпохи. Здесь параллельное действие дано только в ассоциативно-логическом, а не временном единстве. Нетерпимость одних людей к другим объединяет сцены, где кровь забастовщиков в США, смешивается с кровью гугенотов, погибающих в Варфоломеевскую ночь; Христос идёт на Голгофу — современный человек, осуждённый на казнь, ждёт своей участи.

## Параллельное действие в звуковом кино
Параллельное действие в звуковом кино превратилось в нечто большее, чем разновидность монтажа. В параллельном действии важны столкновения и притяжения, контрасты и созвучия, динамично развивающийся драматический конфликт. Работая с несколькими одновременно развивающимися действиями, драматург имеет возможность монтировать кульминационные моменты действий, оставляя за кадром скучные подробности. Таким образом, концентрируется внимание на самых главных поступках, событиях в каждой сцене, в отдельном кадре. Это одно из важных средств композиции сценария, драматургической организации материала будущего фильма. Можно начать сцену с кульминации, минуя второстепенное, сталкивая её с другой сценой также в момент самого высокого напряжения.